# 菅沼定継
菅沼 定継（すがぬま さだつぐ）は、戦国時代の武将。菅沼定広の長男。田峯菅沼氏4代目。田峯城主。野田菅沼家初代・菅沼定則は叔父。

## 来歴
父から家督を継いだ時期は定かではない。
享禄5年もしくは天文元年（1532年）、設楽郡郷ヶ原（現新城市石田）に新城（しんじょう）を築いた。それまでの居城・大谷城の呼び名が本城（ほんじょう）であったため、新たな城という意味合いである。なお、これは後年に奥平信昌が築いた新城（しんしろ）とは別の城で、読みも異なる。

## 今川氏に叛く
弘治2年（1556年）、亀山城主の奥平監物貞勝が今川氏から離反すると妹が再嫁した縁で、これに加担する。
奥平・菅沼による反今川軍は、主に奥平が額田郡の2か所、菅沼が設楽郡で蜂起した。
同年2月15日（1556年3月26日）、まず奥平氏は額田郡の秦梨城を襲って奪取。そのうえ、東条松平忠茂に率いられた今川軍を日近で撃退し、幸先良い勝利を手にする（日近合戦）。
ところが定継には実弟たちが同調せず、今川方に留まって敵対。そればかりか、菅沼の支族からは叔父・定則の子の中から菅沼定村の弟・定圓、定自の2人、他に島田菅沼家の孫太夫などが定継に加勢した程度で、一家を挙げて支援に参ずる分家は無く、宗家としての面目を失う。それでも同年5月には、弟たちと一戦交え、これを撃破する（布里合戦）。
駿府の今川義元から、本格的な鎮圧の下命を受けた東三河の諸将は、親族として奥平氏に与する阿知波氏の所領である額田郡の雨山へ攻め入る。同年8月4日（9月7日）、のちに「雨山合戦」と呼ばれるこの戦いは今川方が勝利する。これにより、今川離反の首謀者であった義弟・奥平貞勝は降伏してしまう。
同月21日（9月24日）、事実上の孤軍となった定継は弟たち菅沼一門による今川軍の反撃に晒され、敗退。定継たち反今川軍は蜘蛛の子を散らしたように遁走する。この敗走兵への追撃は執拗で、田峯城まではとても逃れきれぬと悟ったか、わずかな供回りとともに布里（新城市布里）の黒ヌタという地で、自刃して果てた（討死したとも、誅殺されたとも諸説あり）。

## 死後
今川方の菅沼一門は引き続き田峯城まで進撃し、これを占拠。反乱は収束する。この時、定継の直系に生まれた小法師（後の定忠）という幼児があり、田峰城外で今川軍に身柄を確保された。弟の定直たちは、この小法師を新たな総領として迎えた。
なお、布里の黒ヌタという地名は、いつしか忘れ去られてしまい、現在では分からないままである。